# Alasz

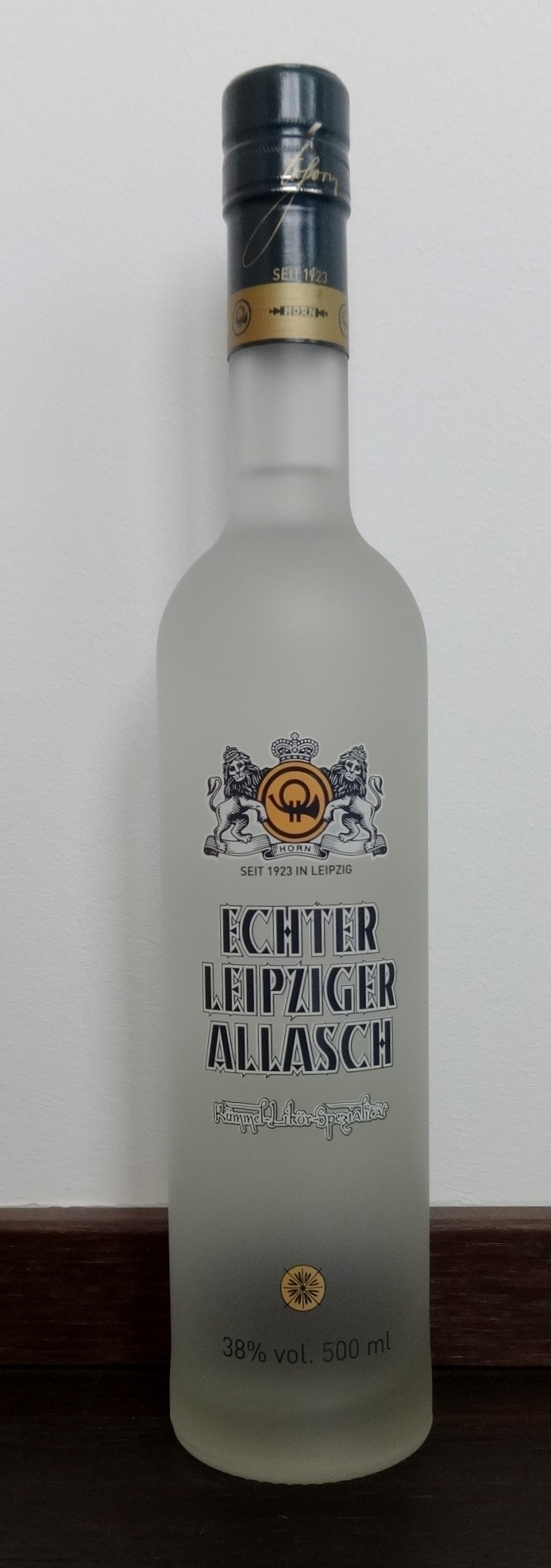
Echter Leipziger Allasch

Alasz (niem. Allasch) – klarowny likier kminkowy o zawartości alkoholu ok. 40%. 
Sporządzany ze spirytusu i destylatu kminkowego, cukru i wody, przyprawiano gorzkimi migdałami, korzeniem dzięgla, anyżem i skórkami pomarańczy.
Nazwa pochodzi od majątku ziemskiego Allasch (łot. Allažmuiža) na Łotwie (wówczas w Rosji carskiej), w pobliżu Rygi, gdzie od roku 1823 wytwarzano ten trunek. Zaprezentowany przez tamtejszych kupców w 1830 r. na Targach Lipskich, spotkał się z uznaniem. Uszlachetniony przez firmę Wilhelma Horna (dotychczasowego producenta tej marki) zyskał popularność w tej części Niemiec, a następnie szerzej w Europie.
Choć ceniony i lubiany jako napój podobno wzmacniający i pobudzający funkcje żołądka, alasz nie był zaliczany do trunków podawanych w wytwornym towarzystwie. Chętnie był za to pijany w środowisku artystycznej cyganerii, gdzie jednak nie zyskał takiej popularności i sławy jak absynt. Kpił z tego zwyczaju bohemy Boy-Żeleński, który w satyrycznym wierszyku o pannie Stefanii nadmieniał, że „raz ją poznał jeden malarz, / który często pijał alasz”. Po wojnie alasz wyszedł z mody i zniknął z lokali publicznych jako trunek, chociaż jego produkcja w wąskim zakresie trwa.